# Churchill's Secret
Churchill's Secret é um telefilme britânico de drama transmitido pela primeira vez na ITV1 em 28 de Fevereiro de 2016. O roteiro foi escrito por Stewart Harcourt, baseado no livro The Churchill Secret: KBO, de Jonathan Smith. É estrelado por Michael Gambon como Winston Churchill e Romola Garai no papel da fictícia Millie Appleyard, sua enfermeira. A produção foi patrocinada pela PBS, que exibiu o filme como parte de sua antologia Masterpiece.

## Enredo
No verão de 1953, cerca de dezoito meses depois de Churchill se tornar primeiro-ministro do Reino Unido pela segunda vez, ele sofre um grave derrame. Embora sua doença seja mantida o mais secreta possível, seus amigos e inimigos políticos começam a planejar seu sucessor quando não está claro se ele vai se recuperar ou não. Ele se recupera graças à enfermeira Millie Appleyard

## Elenco
- Winston Churchill - Michael Gambon
- Clementine Churchill - Lindsay Duncan
- Millie Appleyard - Romola Garai
- Charles Wilson, 1st Baron Moran - Bill Paterson
- Diana Churchill - Tara Fitzgerald
- Sarah Churchill - Rachael Stirling
- Jock Colville - Patrick Kennedy
- Christopher Soames - Christian McKay
- Rab Butler - Chris Larkin
- Mary Soames - Daisy Lewis
- Max Aitken, 1st Baron Beaverbrook - Matthew Marsh
- William Berry, 1st Viscount Camrose - John Standing
- Brendan Bracken - James Wilby
- Anthony Eden - Alex Jennings
- Randolph Churchill - Matthew Macfadyen
- Rosie Hopper - Matilda Sturridge
- Alcide De Gasperi - Peter Brown
- Sgt Murray - Ian Mercer
- The Delegate - Liv Hansen

## Produção
Michael Gambon foi anunciado para o papel de Churchill em Maio de 2015. Em Junho, foi anunciado que a atriz Romola Garai havia assumido o papel de Millie Appleyard.
As filmagens ocorreram no West London Film Studios.

## Ligações Externas
- Churchill's Secret. no IMDb.